# Nieroby
Nieroby (ang. The Idle Class) − amerykański film niemy z 1921 roku, w reżyserii Charliego Chaplina.

## Główne role
- Edna Purviance – zaniedbywana żona
- Charlie Chaplin – włóczęga i mąż
- Joe Van Meter – gość
- Carlyle Robinson – gość
- Mack Swain – ojciec
- Henry Bergman – śpiący robotnik
- Al Ernest Garcia – policjant
- John Rand – gracz w golfa
- Rex Storey – kieszonkowiec
- Lillian McMurray – pokojówka